# Principe de Copernic
Le principe de Copernic (ou principe copernicien ou principe de banalité) est le postulat selon lequel il n'y a pas de point de vue privilégié dans l'Univers.
Le terme est une référence au fait que Nicolas Copernic a été le principal promoteur de l'héliocentrisme, et donc est celui qui a fait admettre que l'Homme n'est pas au centre de l'Univers. Le principe de Copernic va plus loin, puisqu'il ne postule pas l'existence d'un point privilégié, en particulier lié à l'observateur.
Ce principe n'est pas vraiment à visée philosophique. Il vise principalement à établir des modèles plus larges de l'Univers. En effet selon ce principe, la Terre n'est pas un point d'observation privilégié, et donc les observations faites depuis la Terre ne doivent pas être des cas particuliers. En appliquant le principe de Copernic aux mesures faites depuis la Terre, les cosmologistes doivent établir des modèles d'univers qui permettent de faire des observations semblables depuis n'importe quel point, ce qui est une contrainte beaucoup plus forte.

## Principes liés
Dans sa démarche, le principe de Copernic a engendré deux principes proches : le principe cosmologique et le principe de médiocrité, qui postulent pour le premier que l'Univers est globalement homogène et isotrope (ce qui est effectivement vérifié) et pour le second, que le Système solaire est un système banal dans l'Univers (plus contesté).
En revanche, la démarche du principe anthropique est inverse : ce principe propose de supposer que certains paramètres physiques sont ajustés de manière exceptionnelle, du moment que cette particularité est nécessaire à l'existence d'observateurs, donc de vie intelligente.
En pratique, il n'y a pas d'opposition entre les deux principes. Le principe anthropique a été invoqué pour justifier les valeurs des constantes fondamentales, alors que le principe de Copernic est invoqué pour les observations cosmologiques. À moins de justifier qu'une position privilégiée jouerait un rôle dans l'existence de la vie, il est pertinent d'utiliser ici le principe de Copernic.

## Propositions de rejet
Le problème de l'accélération de l'expansion de l'Univers, par exemple, n'apparaît qu'en appliquant le principe de Copernic. En effet, si on abandonne ce principe, on peut supposer que l'accélération apparente de l'expansion n'est constatée que pour certains points d'observation particuliers, et donc rejeter l'hypothèse d'une accélération généralisée (ce qui permet d'affirmer que l'énergie sombre n'existe pas). C'est la proposition que fait Jean-Philippe Uzan en 2009. Il propose également une méthode de test du principe lui-même, mais qui n'est accessible qu'aux instruments de mesure futurs.